# Nicole Davis
Nicole Davis est une ancienne joueuse de volley-ball américaine née le 24 avril 1982 à Stockton (Californie). Elle mesure 1,67 m et jouait au poste de libero. Elle a totalisé 251 sélections en équipe des États-Unis.

## Biographie
Nicole Davis fait partie de l'équipe des États-Unis de volley-ball féminin médaillée d'argent aux Jeux olympiques d'été de 2008 à Pékin et aux Jeux olympiques d'été de 2012 à Londres.

## Clubs
| Club             | De        | À         |
| ---------------- | --------- | --------- |
| Trojans de l'USC | 2000-2001 | 2002-2003 |
| PTPS Piła        | 2004-2005 | 2004-2005 |
| Fenerbahçe SK    | 2006-2007 | 2006-2007 |
| Guangdong Hengda | 2009-2010 | 2009-2010 |
| Lokomotiv Bakou  | 2010-2011 | 2010-2011 |
| River Plaisance  | 2011-2012 | 2011-2012 |
| Dresdner SC      | 2012-2013 | 2012-2013 |
| Dinamo Bucarest  | 2013-2014 | 2013-2014 |
| Volero le cannet | 2014-2015 | 2014-2015 |

## Palmarès

### Équipe nationale
- Jeux olympiques
  -  2008 à Pékin.
  -  2012 à Londres.
- Championnat du monde
  - Vainqueur : 2014.
- Grand Prix
  - Vainqueur : 2011, 2012.
- Coupe du monde
  - Finaliste : 2011.
- World Grand Champions Cup
  - Finaliste : 2005
- Championnat d'Amérique du Nord
  - Vainqueur : 2005, 2011.
  - Finaliste : 2007.

### Clubs
- Championnat d'Allemagne
  - Finaliste : 2013.
- Coupe de France
  - Vainqueur : 2015
- Championnat de France
  - Finaliste : 2015.
- Challenge Cup
  - Finaliste : 2011.

### Distinctions individuelles
- Coupe panaméricaine de volley-ball féminin 2009: Meilleure défenseur.